# Valera
Valera es una ciudad venezolana ubicada al pie de la cordillera de los Andes en el Estado Trujillo al oeste de Venezuela. Es la capital del municipio homónimo y se encuentra a 540 m s. n. m. y tiene una superficie de aproximadamente 20 km cuadrados. Está situada en una terraza aluvional andina de bordes rectos. Los ríos Motatán y Momboy bordean la ciudad, este último da nombre al famoso y pintoresco valle del Momboy en la vía hacia la población de La Puerta a 1800 m s. n. m. Está localizada entre las coordenadas 9°2′0″, 9°21'00" de latitud norte y 70°36′0″, 7°43'00" de longitud oeste. Además, está ubicada aproximadamente a 33 km de la ciudad de Trujillo, la capital de Trujillo. Está conectada por la autopista interurbana Valera-Trujillo o autopista General Cruz Carrillo, vía expresa de tres canales por lado, además del hombrillo, la cual es denominada familiarmente «Eje Vial», siendo la única autopista que tiene la entidad.
La ciudad posee una temperatura promedio de 27 °C (Inameh). Es conocida como «la Ciudad de las Siete Colinas» es la localidad más importante del estado Trujillo, por encima de la capital, gracias a las actividades comerciales e industriales que hacen vida en la zona. Posee una población de aproximadamente 200 000 habitantes para 2023 y el Estado Trujillo unos 900 000 habitantes, según las cifras oficiales del Instituto Nacional de Estadística; y la población de su área metropolitana (Valera, Carvajal y Motatán) es de 300 000 habitantes aproximadamente para el año 2018, correspondientes a los municipios Valera, San Rafael de Carvajal y Motatán.

## Geografía
Valera se encuentra a 540 m s. n. m. (altura medida en la plaza Bolívar, en el centro de la ciudad), entre los ríos Momboy y Motatán. Además, está ubicada a unos 33 km de la capital del estado, Trujillo de Nuestra Señora de la Paz. Posee una temperatura promedio de 27 °C.
Es un punto de paso estratégico en las vías que conducen a la ciudad de Mérida, Maracaibo (segunda ciudad de Venezuela) y Barquisimeto (cuarta ciudad del país), lo que evidencia su situación geográfica privilegiada.
Su población estimada para el año 2015, con base en proyecciones del censo de 2011, era de 165 848 habitantes (ciudad). Para el año 2020, en su bicentenario, se estimó en 173 769 habitantes. La proyección para el año 2030 asciende a 186 012 habitantes.

## Clima
Valera se ubica a una altitud de 540 m s. n. m. sobre un valle fluvial encima de una terraza abierta a la acción de los vientos del NE, de cierta humedad, al mismo tiempo que está supeditada a los vientos descendentes de la cordillera. La temperatura es cálida, modificada por su altitud, teniendo una temperatura media de 28 grados. Las extremas máximas no deben pasar de 35 °C y las mínimas extremas no han de descender mucho por debajo de los 18 °C siendo la temperatura media unos 28 °C. Las primeras de estas mínimas de temperatura ocurren en las madrugadas de enero y febrero y las segundas en el día de abril a octubre. La precipitación media anual alcanza a 1.016 mm con extremas de 1249 y 792 mm y el volumen de las precipitaciones es bastante regular de un año para otro.
| Parámetros climáticos promedio de Valera | Parámetros climáticos promedio de Valera | Parámetros climáticos promedio de Valera | Parámetros climáticos promedio de Valera | Parámetros climáticos promedio de Valera | Parámetros climáticos promedio de Valera | Parámetros climáticos promedio de Valera | Parámetros climáticos promedio de Valera | Parámetros climáticos promedio de Valera | Parámetros climáticos promedio de Valera | Parámetros climáticos promedio de Valera | Parámetros climáticos promedio de Valera | Parámetros climáticos promedio de Valera | Parámetros climáticos promedio de Valera |
| Mes                                      | Ene.                                     | Feb.                                     | Mar.                                     | Abr.                                     | May.                                     | Jun.                                     | Jul.                                     | Ago.                                     | Sep.                                     | Oct.                                     | Nov.                                     | Dic.                                     | Anual                                    |
| ---------------------------------------- | ---------------------------------------- | ---------------------------------------- | ---------------------------------------- | ---------------------------------------- | ---------------------------------------- | ---------------------------------------- | ---------------------------------------- | ---------------------------------------- | ---------------------------------------- | ---------------------------------------- | ---------------------------------------- | ---------------------------------------- | ---------------------------------------- |
| Temp. máx. abs. (°C)                     | 31                                       | 32                                       | 31                                       | 32                                       | 33                                       | 32                                       | 33                                       | 32                                       | 32                                       | 33                                       | 31                                       | 30                                       | 31.8                                     |
| Temp. máx. media (°C)                    | 29                                       | 30                                       | 30                                       | 31                                       | 31                                       | 29                                       | 30                                       | 30                                       | 29                                       | 31                                       | 29                                       | 28                                       | 27.2                                     |
| Temp. media (°C)                         | 21                                       | 23                                       | 23                                       | 23                                       | 23                                       | 24                                       | 23                                       | 24                                       | 23                                       | 25                                       | 22                                       | 22                                       | 23                                       |
| Temp. mín. media (°C)                    | 16                                       | 17                                       | 18                                       | 19                                       | 18                                       | 18                                       | 19                                       | 18                                       | 17                                       | 18                                       | 17                                       | 16                                       | 17.6                                     |
| Temp. mín. abs. (°C)                     | 15                                       | 15                                       | 17                                       | 16                                       | 17                                       | 16                                       | 16                                       | 17                                       | 17                                       | 16                                       | 15                                       | 14                                       | 15.9                                     |
| Lluvias (mm)                             | 76                                       | 60                                       | 135                                      | 105.5                                    | 204.8                                    | 60                                       | 65.4                                     | 179.1                                    | 156.6                                    | 90.7                                     | 63                                       | 62                                       | 1258.1                                   |
| Días de lluvias (≥ 1 mm)                 | 10                                       | 9.5                                      | 15                                       | 16                                       | 22                                       | 15                                       | 16                                       | 20                                       | 19.5                                     | 17                                       | 15                                       | 12                                       | 187                                      |
| [cita requerida]                         |                                          |                                          |                                          |                                          |                                          |                                          |                                          |                                          |                                          |                                          |                                          |                                          |                                          |

## Historia

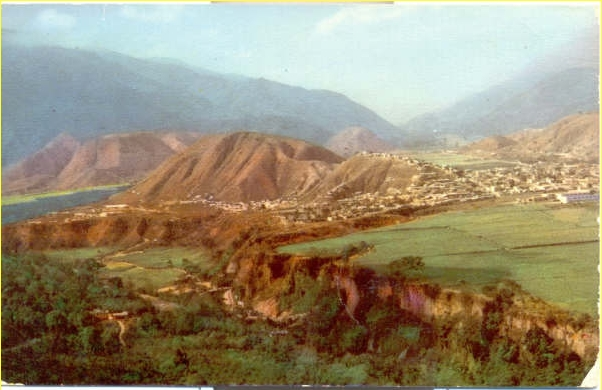
Inicios de la ciudad (de una postal de los años 50)
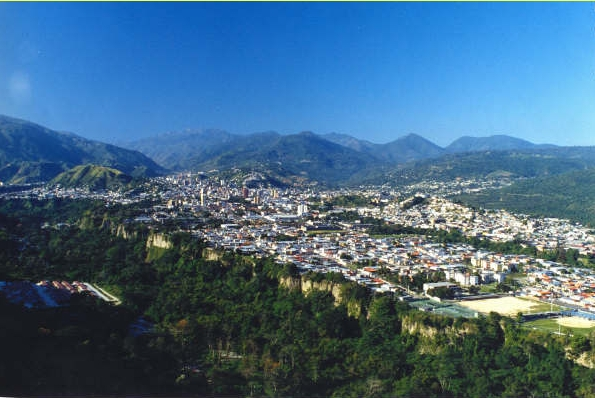
Foto de los años 90 del siglo XX
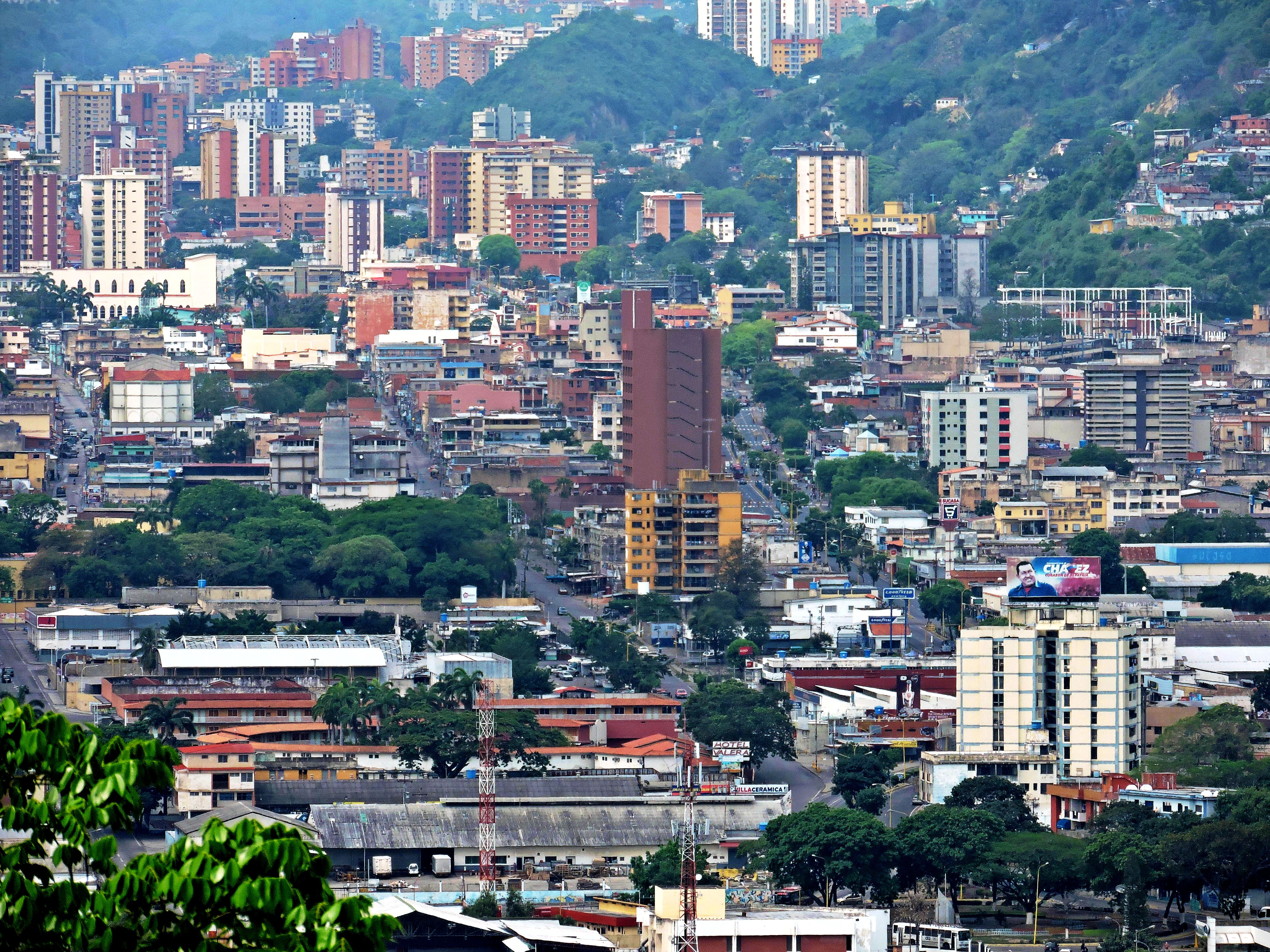
Valera desde Carvajal
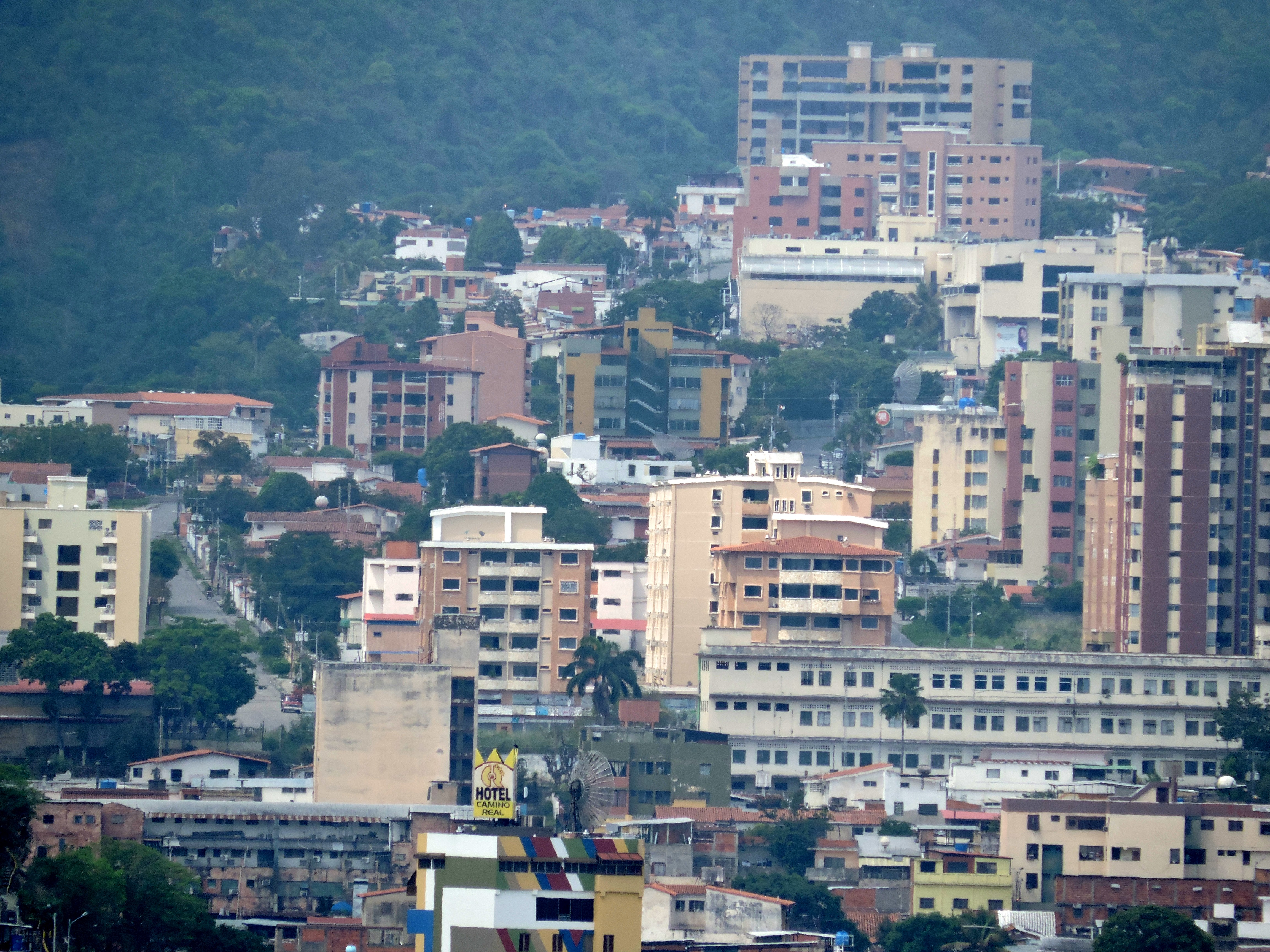
Valera desde Carvajal
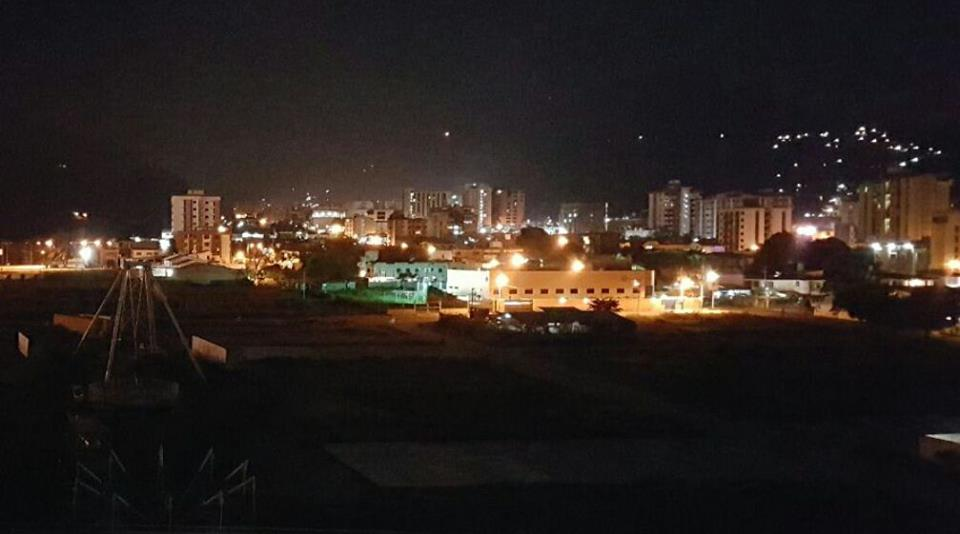
Fotografía nocturna de la ciudad desde la Ave. Bolivariana
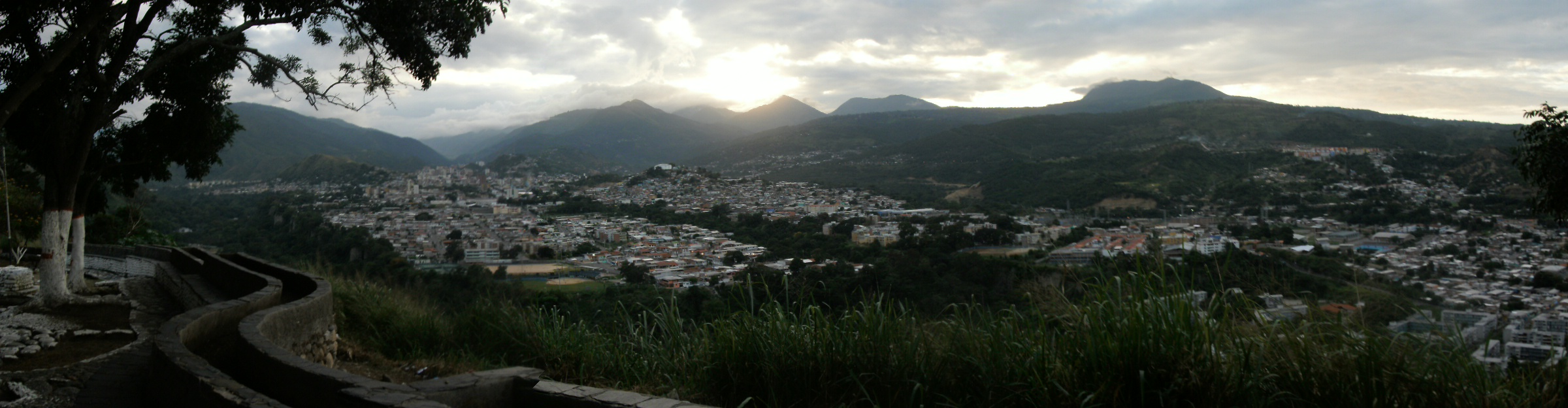
Fotografía aérea de la ciudad

Valera toma su nombre del encomendero Marcos Valera. No se sabe a ciencia cierta el año de su fundación aunque varios historiadores coinciden al afirmar que el 25 de agosto de 1811. Otros expresan que fue en 1817 en tierras de propiedad de Doña Mercedes Díaz de Terán y del Dr. Gabriel Briceño.
Aunque se dice que Valera nació como ciudad sin fecha definida, solo su elevación a parroquia en 1820 por el Obispo Lasso de la Vega, se tiene como una referencia histórica. El coronel Agustín Codazzi, el geógrafo viajero que amó entrañablemente al estado Trujillo cita a Valera como una parroquia de Escuque.
Se sabe que por la localidad pasó El Libertador camino a Trujillo (la de Venezuela) para firmar el famoso “Decreto de Guerra a Muerte” en aquellos convulsos tiempos de la historia republicana.
Su primer periódico que circuló regularmente fue el Diario de Valera, dirigido por el Dr. José María Colina en el año 1900. El primer registrador público de la ciudad fue Fabián Salas.
Casi dormida durante sus primeros 100 años y expandiéndose lentamente por la terraza andina en la que está situada, su crecimiento fue lento pero importante llegando quizás a ser la ciudad de mayor desarrollo comercial de la zona hasta hace pocos años, en los que empezó a perder importancia con respecto a sus pares andinas de Mérida y San Cristóbal. 
Su ubicación es privilegiada para su desarrollo comercial e industrial, pues es punto de intersección entre las vías Mérida - Maracaibo - Caracas - San Cristóbal. Por esta razón, la hicieron punto obligado de destino para todo el que buscaba algo, la hicieron “noticia” en el acontecer venezolano.
Valera en 1853 fue víctima de una terrible epidemia, la cual hizo que esta quedara prácticamente solitaria al huir sus habitantes a los pueblos vecinos. Pero la urbe renació rápidamente y cobró luz y auge comercial. La tradición ubica a la Valera romántica como la que adornaba sus calles con arcos repletos de flores embanderaba sus casas en los días históricos y religiosos como los del 24 de julio y Corpus, las de las serenatas de la luz de la luna, la ciudad lírica donde concibiera Laudelino Mejías el inolvidable vals “Conticinio”.
El Ateneo de Valera surgió en 1950 por iniciativa de la sociedad civil entre sus fundadores destacaron los nombres de Aura Salas Pizani, Jacobo Sénior, Ramón Vielma y otros más que se preocuparon para que Valera tuviera un espacio para la cultura. Se logró la construcción del edificio central, las oficinas administrativas, escuerla de musica, la sala de exposiciones, el auditorio y las áreas verdes más estacionamiento. Posteriormente, la Alcaldía del municipio Valera, creó la Institución Cultural Casa de los Saberes en los espacios del Ateneo. 
Valera ha sido cuna de significativos valores, entre los cuales destacan Ana Enriqueta Terán, Adriano González León, Víctor Valera Mora,  José Antonio Abreu, Ángel Sánchez, Juan Carlos Chirinos, Omar Lares, Jesús Muchacho Bertoni,  así como de hijos adoptivos, entre ellos José Antonio Tagliaferro, Rafael Gallegos Celis, Américo Briceño Valero, Domingo Giacomini, Pompeyo Oliva, Vincenzo Clerico, Ignacio Burk, Rafael Isidro Briceño, Francisco Fernández Galán, Pedro Emilio Carrillo y la lingüista Natalia Rossi de Tariffi, quien en su libro “América cuarta dimensión: los etruscos salieron de los Andes”, expone la ciencia de la lexicogenética, que desentraña y encuentra el significado original de las palabras.
Entre sus construcciones notables figuran la Iglesia San Juan Bautista, templo de estilo neo-gótico creado bajo la dirección de los Pbros. Guillermo José Parra y José Humberto Contreras llamada cariñosamente "La catedral" aunque no lo sea porque la catedral está en Trujillo, la capital del estado y sede del obispado. La iglesia de San Juan tiene una iglesia gemela en una localidad de Italia, la iglesia de Santa Ana en Montesano sulla Marcellana. Uno de sus puentes más antiguos y resistentes es el construido sobre el Río Motatán en la vía que conduce a Carvajal y Trujillo. Se levantó en el año 1934 por el ingeniero civil y maestro de obra Ángel Tognetti. Estuvo inactivo por unos dos años mientras era reconstruido habiendo sido reinaugurado en 2013.
Valera posee modernas edificaciones comerciales, un Ateneo, hoteles, avenidas, el Parque de los Ilustres, el Parque Ferial Agropecuario y el Jardín Botánico, situado en el sector La Beatriz, separado del casco principal de la ciudad por un viaducto que lleva el nombre de José Antonio Páez, prócer de la independencia de Venezuela.
La ciudad moderna extendió sus brazos hacia los antiguos cañaverales de La Plata, San Luis y Morón, en la parte norte. Al sur, se eliminaron los cactus y la vegetación rastrera, dando paso primero a la Urbanización Las Acacias y, posteriormente, a La Haciendita, La Esperanza, El Country y El Gianni.
El Parque de los Ilustres no cumple con las expectativas en cuanto a tamaño, por lo que se están promoviendo dos nuevos espacios recreativos: uno en el Cañón de Las Acacias, junto a la Avenida Bolivariana y contiguo al cerro, el cual debería ser decretado monumento natural y zona protectora de Valera; y otro a los lados de la nueva Avenida Bicentenario, propuesto como Parque Metropolitano, iniciativa promovida por el fallecido Dr. Bazó.
Hacia el este, la ciudad se hizo populosa en el barrio El Milagro, mientras que hacia el oeste surgieron barrios en las colinas, en los cerros y en la Urbanización San Antonio.

## Las Siete Colinas
Valera está situada en un valle rodeado de siete colinas –como Roma, Italia- vigilantes pétreos y arenosos que han ido perdiendo su verdor de montaña para sobre poblarse y convertirse en barrios aledaños a la planicie de la gran metrópoli; alturas desde donde se puede observar la ciudad cosmopolita desde todos los puntos cardinales.

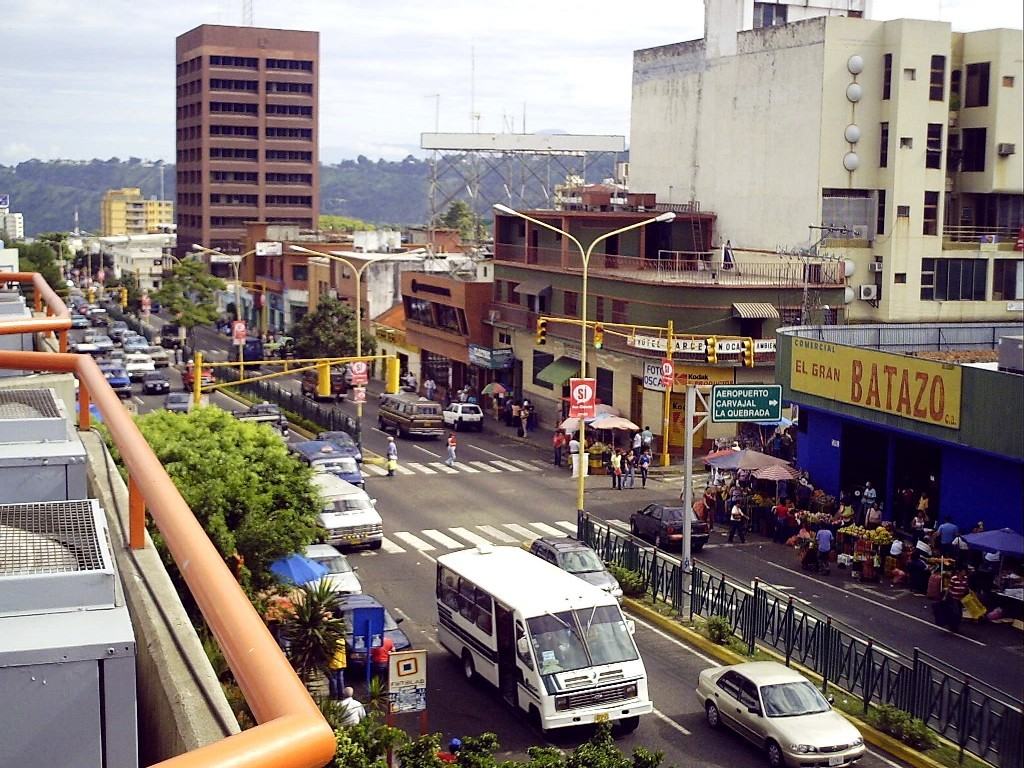
Centro de la Ciudad.

- Colina La Concepción: (Cerro La Concepción o Cerro a Juro) está ubicada en el límite de la calle 08, (llamada calle Motatán) bordeando el Punto de Mérida (calle 08 con Avenida 04) y continuando al suroeste (Barrio El Milagro). Su nombre se debe a que en ese lugar existían varias comadronas (siete parteras) que eran las que atendían los partos a domicilios cuando el médico no estaba cerca o no estaba disponible en el dispensario del sector. Este nombre también es aceptado en virtud a la fe religiosa y veneración a la Inmaculada Concepción de María de Nazaret. Esta loma colinda con el Cerro La Pollera en una bifurcación frente a la calle 08 en su punto ciego, llamado calle Motatán.

- Colina La Pollera: (Cerro La Pollera) comienza en la calle 17 y baja diez calles más para ubicarse como límite borde ante de las avenidas 02-03-04, llegando al Punto de Mérida, en la esquina convergente de la Avenida Cuatro y la calle 08, siguiendo al suroeste hasta el límite con el Cerro La Concepción en un punto ciego del comienzo de la calle 08. su nombre se debe a que cuando se inicia la expansión de la ciudad con la compra del Llano de San Pedro (1891), en ese sitio existía una granja avícola (o criadero de plumíferas), que suministraba las aves necesarias a la ciudad para le consumo doméstico (pollos, gallinas, pájaros, gansos, patos). Más hacia el suroeste, se extiende esta colina (sin poblar) hacia la hoy Avenida Bolivariana, colindando con el viaducto que comunica con La Beatriz.

- Colina La Cruz: (Cerro La Cruz) situada al noroeste, al final de la calle 07. Desde esta cima se puede observar un 50% de la ciudad. Es la loma que se observa desde la Plaza Bolívar y que majestuosamente se levanta como gigante vigía. Su nombre se debe a que en la popa y mirando a la ciudad, fue instalada una Cruz de La Misión (1951) de unos cuatro metros de alto con el fin de venerarla cada 3 de mayo. Se viste, se le colocan luces incandescentes y se la hace el Rosario a la Cruz de Mayo. Su vistosidad es un atractivo cultural que identifica y que se puede observar y admirar desde todas las calles. Se ha propuesto la construcción de un parque que funcione como zona protectora de la ciudad y de la zona, así como del cerro mismo, que estaría ubicado en sus faldas al lado de la Avenida Bolivariana a la que es aledaño. Dicha propuesta para 2019 está siendo evaluada para ser una de las obras del Bicentenario de la ciudad.

- Colina El Cementerio: (Cerro El Cementerio o Cerro El Quemador) se encuentra al oeste de la ciudad, vía hacia Escuque y Betijoque. Es todo el cerro que bordea hacia la izquierda el cementerio municipal y que comienza colindando con Las Mercedes rumbo a la salida para La Floresta; abarca el borde del cementerio municipal; en su parte posterior limita la calle 16 y la bordea hacia el sur en la zona de San José (detrás de la avenida Bolívar Sector Las Acacias y que se conecta con el Cerro La Caja de Agua y culmina en la entrada del Barrio Cienfuegos). Su nombre se debe a que es el frente del cementerio de la ciudad y hace cuarenta años también había allí el quemador de basura.

- Colina La Cabaña: (Cerro La Cabaña) se ubica al sur, hacia la derecha de la ciudad, subiendo la Avenida Bolívar –Las Acacias- Mendoza. Bordea el Sector San José y comunica con Escuque por una carretera que comienza en la estación de servicio La Esperanza. Es una zona rural de la ciudad, muy poblada. Su nombre se debe a que en tiempos de la colonia le dieron la libertad al Negro Norberto, un labriego beneficiado por su trabajo y dedicación a su amo. Como no tenía donde ir, se encaminó colina arriba y construyó para sí una gran cabaña donde vivió mucho tiempo. Fue su propiedad donde sembraba rubros agrícolas de todo tipo y los vendía o los cambiaba en la ciudad, como modus vivendi. Durante su estancia se fueron a morar a los alrededores de ese monte otros labriegos más hasta formar una pequeña aldea. La primera vivienda dio el nombre al sitio.

- Colina La Plata: (Cerro La Plata, Cerro Morón o Cerro Evangélico) situado frente al Cuartel de Bomberos; esta colina está limitada por el final de la Avenida 09, Sector El Bolo, el Mercado Municipal y la Urbanización Morón. Su nombre se debe a que toda la planicie a los pies de este cerro eran terrenos de la Gran Hacienda La Plata, con ramificaciones hacia el este y noreste de la ciudad; es otro de los sectores rurales muy poblado. Comunica por caminos y escaleras con Morón, San Isidro, con la calle del mercado municipal y final de las avenidas 09 y 10 en el punto de inicio de La Marchantica en su calle posterior con El Bolo. El apelativo de Cerro Morón es porque al oeste queda frente de esta urbanización. Y lo de evangélico es porque en los últimos tiempos construyeron un templo evangélico donde se ofician los servicios a sus creyentes.

- Colina La Ciénaga: (Cerro La Ciénaga) situada un poco más abajo del Cerro La Cruz, final de las Calles 04,05,06; la limita la Avenida 16, tomando rumbo hacia Lasso La Vega en los sectores límites del Ambulatorio de Lasso La Vega. Su nombre se debe a que hace unos cincuenta años existió por esos sitios una laguna que servía para lavar ropa y bañarse, pero que cuando llovía torrencialmente todo el sector se convertía en toda una ciénaga (o ciénega) entre barro, agua y monte menor. Se comenta que en un principio existían allí caimanes, babillas, animales silvestres de monte y hermosas garzas y pájaros picoteando en busca de comida.estas siete colinas son fundamentales para Valera por eso se le llama la ciudad de las siete colinas cada colina posee una ubicación diferente.

## Sitios de interés

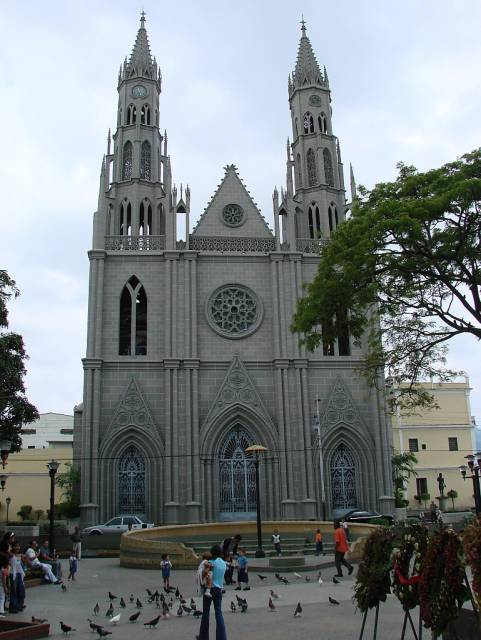
Iglesia San Juan Bautista.

- Iglesia San Juan Bautista: es una edificación religiosa de estilo neo gótico, diseñado por el sacerdote jesuita Luis Yogorza. Su construcción se inició en el año 1927 y culminó 26 años más tarde en 1953. Posee unas torres gemelas similares a la catedral de Colonia que se elevan a 47 metros de altura, convirtiéndola en la iglesia más alta de todos Los Andes venezolanos. En sus naves laterales y en el ábside se pueden admirar 62 vitrales hechos en Múnich, Alemania, traídos después de la II Guerra Mundial. Constituye un atractivo turístico de la ciudad al frente de la emblemática Plaza Bolívar de Valera. En Montesano sulla Marcellana (Italia) se construyó una réplica del templo consagrado como iglesia Santa Anna,

- Plaza Bolívar:  espacio público construido en 1954 por Luigi Pandini, ubicado entre las avenidas 10 y 11 con calles 7 y 8 y se extiende por un área de 1 000 metros cuadrados. Comprende áreas verdes con árboles frutales, palmas y  jardines mientras que la fauna presente está conformada por ardillas, palomas, iguanas y perezas, resguardadas en un perímetro cerrado con rejas de un metro de altura”. En el centro de la plaza el pedestal de mármol original, luminarias de hierro y una glorieta; y la estatua de Simón Bolívar  en escala a su tamaño real realizado en bronce.

- Las Torres del Murachi: es un conjunto residencial y comercial integrado por tres torres de 20 pisos cada una de las tres torres tienen 100 metros de altura las torres del Murachi están al sur de la ciudad de Valera son las torres más altas de la región andina venezolana. La construcción de estas torres empieza a mediados de los 80 cuando empieza la ampliación urbana en la ciudad de Valera .Casa Carmania, importante rincón histórico del país.

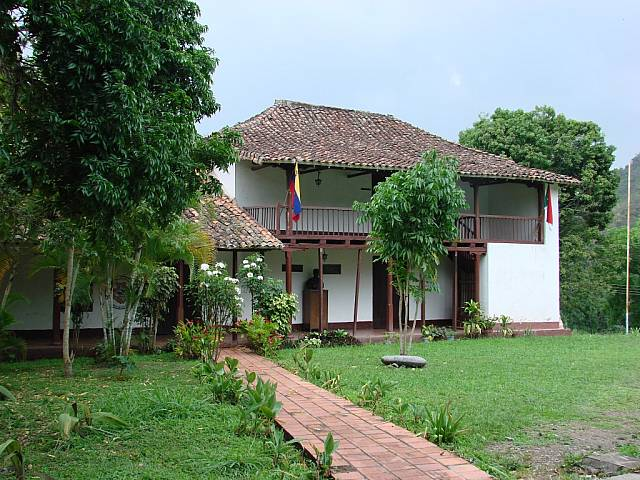
Casa Carmania, importante rincón histórico del país.

- Teatro Libertad: caracterizado por la presencia en la fachada de un inmenso mural de mosaico policromado estilo art Decó que muestra un gran deterioro. La sala donde antes se proyectaban películas cinematográficas, hoy en día es el local comercial para una tienda por departamentos. Se está planteando en 2015 la reconstrucción del mural. Nadie ha asumido tal proyecto y solo hay ideas. Se rumora que este teatro tiene ese nombre porque a su inauguración asistió la actriz mexicana Libertad Lamarque y en su honor se denominó asíCentro Comercial Plaza.

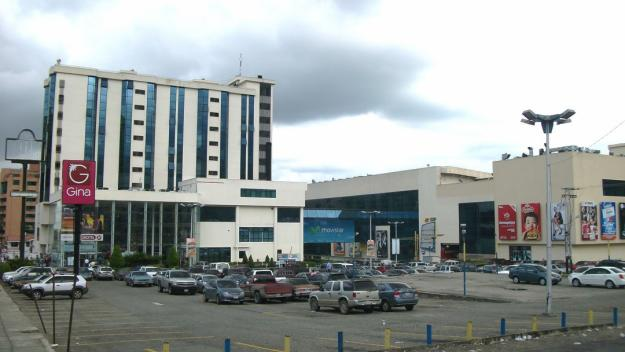
Centro Comercial Plaza.

- Teatro Ana Enriqueta Terán: en honor a la poeta venezolana nacida en Valera, se ha convertido en un lugar de reunión para creyentes de la Iglesia Evangélica. Su anterior nombre fue el de Teatro Valera quien con el Libertad fueron los dos cines alrededor de la Plaza Bolívar.

- Plaza Sucre: la centenaria plaza fue construida el 4 de julio de 1903 por los auspicios del ilustre trujillano Américo Briceño Valero (1877 – 1955), quien la llamó “Plaza de la Concordia”. Cuatro años después el Concejo Municipal cambió el nombre a plaza Araujo en homenaje al “León de la Cordillera” el general andino Juan Bautista Araujo (24 de junio de 1833 – 11 de febrero de 1898). El Instituto del Patrimonio Cultural, en su catálogo patrimonial del estado Trujillo, refiere que a principios del siglo XX la plaza fue utilizada como velódromo para realizar pruebas de ciclismo, pero cuando se le hicieron cercas, sembraron árboles y acondicionaron con bancas e iluminación, la Cámara Municipal la denominó plaza Mariscal Sucre.

- Iglesia San Pedro:  edificación religiosa inspirada en la arquitectura románica, fue fundada en 1953 con capacidad para 1500 personas localizada al sur de la Plaza Sucre de Valera.  En 1946 el padre Humberto Contreras constituyó una junta de vecinos con el fin de gestionar la creación de una nueva parroquia, trabajos que se iniciaron el 29 de junio de 1948, día de San Pedro y San Pablo. La construcción inspirada en la iglesia San Pedro de Roma, ocurre en medio del desarrollo urbanístico que experimentó Venezuela a mediados del siglo XX.

- Parque Los Ilustres: gran plaza-parque situada entre las calles 27 y 28 contiguo a la avenida Bolívar. Es prácticamente la única zona verde que aprovechan los valeranos para pasar la mañana y tarde. Es una zona verde muy utilizada para caminar, trotar, sitio de reunión para hacer ejercicios aeróbicos y para jugar los niños. Ya es insuficiente porque más que parque es una gran plaza y se ha planteado la construcción de dos nuevos parques en la Avenida Bolivariana y la avenida Bicentenario aun sin respuesta oficial.

- Casa de Carmania: constituye la casa principal de la hacienda del Padre Francisco Antonio Rosario, quien dio alojamiento el 12 y 13 de junio de 1813 al Libertador de la Patria llegado de Mérida con el ejército patriota. Es de resaltar que en ella Simón Bolívar, como gran estratega, concibió su Proclama de Guerra a Muerte conjuntamente con el dueño del lugar, la cual fue posteriormente firmada en la ciudad de Trujillo. Hay una campaña para convertirla en zona de museo y parque. Actualmente funcionan frente a ella un correccional de menores que debería ser reubicado para utilizarse como zona turística. Esta casa fue declarada Monumento Histórico de la Nación el 20 de agosto de 1963. En la actualidad, allí se encuentra la sede de la Fundación para el rescate, conservación y divulgación de los valores históricos del Estado Trujillo.

- Estadio José Alberto Pérez: el mayor estadio del estado Trujillo con una capacidad para 30 000 espectadores es sede del Trujillanos Fútbol Club. Tiene la particularidad de haber sido construido en varias etapas y sus tribunas lamentablemente no tienen armonía en su arquitectura.

- Museo antropólógico Tulene Bertoni: se convirtió en museo el 20 de mayo de 1976, encontrándose en el centro de la ciudad, situado en la sede de la Sociedad Anticancerosa, en la calle 6 con Avenida 13 cercano al "Hospital Universitario Pedro Emilio Carrillo", donde permanece abierto al público en horario comprendido de 7:30 a 16:30. Cuenta con 116 muestras paleontológicas originarias, 787 piezas precolombinas de cerámica y piedra, 162 piezas de tallas de la época colonial, retablos de culto doméstico, pinturas y fotografías antiguas, distribuidas en sus cinco salas "Salvador Valero", "Arte Colonial", "Arqueología", "Numismática" y "Paleontología".

- Centro Comercial Edivica: este es el centro comercial que se encuentra en todo el centro de la ciudad siendo uno de los más viejos en ella, su increíble construcción lo ha hecho durar en perfecta condiciones a través de los años. Es el centro comercial más concurrido en la ciudad debido a que, a pesar de no ser el de mayor tamaño, al estar en la zona céntrica de la misma propios y visitantes llegan a sus puertas con facilidad.Carece de salas de cine. Facilidades de estacionamiento en el centro comercial y cercanas. Actualmente el deterioro de las áreas circundantes por la proliferación de vendedores ambulantes sin control lo ha hecho perder su esplendor original

- Centro Comercial Plaza: sitio de recreación, compras y entretenimiento. Iniciada su construcción en 1999 e inaugurado en el año 2001, es el centro comercial más grande del Estado y el segundo de la zona andina con modernas tiendas, 3 ferias de comida rápida, supermercado y cinco salas de cine digital y una en 3D (sala 5) de una cadena nacional de cines. Construido de manera que lo conforman en la actualidad por tres mall interconectados por un puente acristalado de 2 niveles. Ubicado en el Sector Las Acacias, específicamente entre Avenidas Bolívar y 6. Amplio estacionamiento a los lados y en el frente.

- Centro Comercial El Recreo : en la avenida 5 con calle 19. Aloja la famosa cadena Locatel y otros comercios, consultorios médicos y oficinas. Una feria de comida rápida. Estacionamiento techado con subida por amplia rampa.
- Centro Comercial Diego Andrés: localizado en la avenida 5 entre calles 11 y 12, es sede de gran cantidad de consultorios médicos, laboratorio, oficinas de contadores y otros negocios entre los que se incluye una papelería.
- Centro Comercial Canaima: localizado en el sector centro una cuadra más abajo de la Plaza Bolívar. Tiene varios tipos de negocios y funcionan allí oficinas de profesionales especialmente médicos, agencias de viajes, Agente Zoom-DHL, Cybercafe.
- Centro Comercial Virgen del Cármen: localizado a un lado de la iglesia del mismo nombre. Es de moderna construcción (2014) y de tres pisos. Tiene feria de comida.
- Centro Comercial Arichuna: importante centro comercial en donde estuvieron las desaparecidas oficinas de Movistar y Directv quienes se fueron de la ciudad de Valera. Actualmente hay ventas de repuestos, cafetín, aseguradoras, salones de belleza y otros negocios.
- Centro Comercial Las Acacias: uno de los más antiguos en donde existió una tienda de la desaparecida Cadena de tiendas VAM. Actualmente funcionan allí las oficinas principales de la Compañía telefónica gubernamental CANTV y las Oficinas de Hidroandes así como numerosa oficinas de abogados y otros profesionales así como de dos oficinas bancarias.

- Foro Bolivariano: esta magnífica construcción de estilo moderno forma parte de un complejo turístico, cultural y educativo, fue inaugurado en el 2005 por el entonces Gobernador del Estado Gilmer Viloria. Cuenta con un maravilloso vitral que rinde homenaje al Libertador Simón Bolívar con ocasión del juramento en el Monte Sacro. Pertenece al estado y se le utiliza en su mayoría para actos oficiales. Encontrado en la intersección del Viaducto hacia La Beatriz con Avenida Bolivariana.

- Mendoza Fria, La Puerta y La Lagunita: pintorescas poblaciones del Municipio Valera ubicadas a 10 minutos una de la otra, con elevadas montañas y cristalinas aguas, quebradas y verdor. En La Puerta el turista encontrará artesanía, arte culinario y floricultura; está ubicada a 21 km de Valera. Aquellos ávidos de aventura pueden escoger los viejos caminos de recuas los cuales lo conducirán a los hermosos páramos colindantes y a mágicas lagunas enclavadas en la cordillera andina, a su vez apreciarán la policromía natural y el desarrollo agrícola. La Lagunita, saliendo al final de La Puerta es una localidad a la que se llega por una bella carretera de montaña parecida a la que va a Valle Grande en Mérida. Lamentablemente no hay donde pararse a tomar un café o visitar artesanías así como tampoco ningún parque temático. Al llegar se abre la oportunidad de paseo en bote, en canope y a caballo además de pasar una mañana o tarde con sus diversas atracciones naturales gracias a su acogedor clima de montaña.

## Vías de comunicación
Se puede acceder a la urbe vía aérea a través del moderno Aeropuerto Nacional Antonio Nicolás Briceño con su pista de 2100 m de longitud, apta para jets de mediano alcance tales como Boeing 737, Airbus A300 y Embraer 190. Dispone de balizaje nocturno (tenía 3 vuelos a la semana hasta abril de 2015). El aeropuerto para inicios de 2018 está completamente inactivo (desde 2015) a vuelos comerciales y solo llegan avionetas particulares privando a la ciudad y al Estado de este importante beneficio para la comunicación y el turismo. 

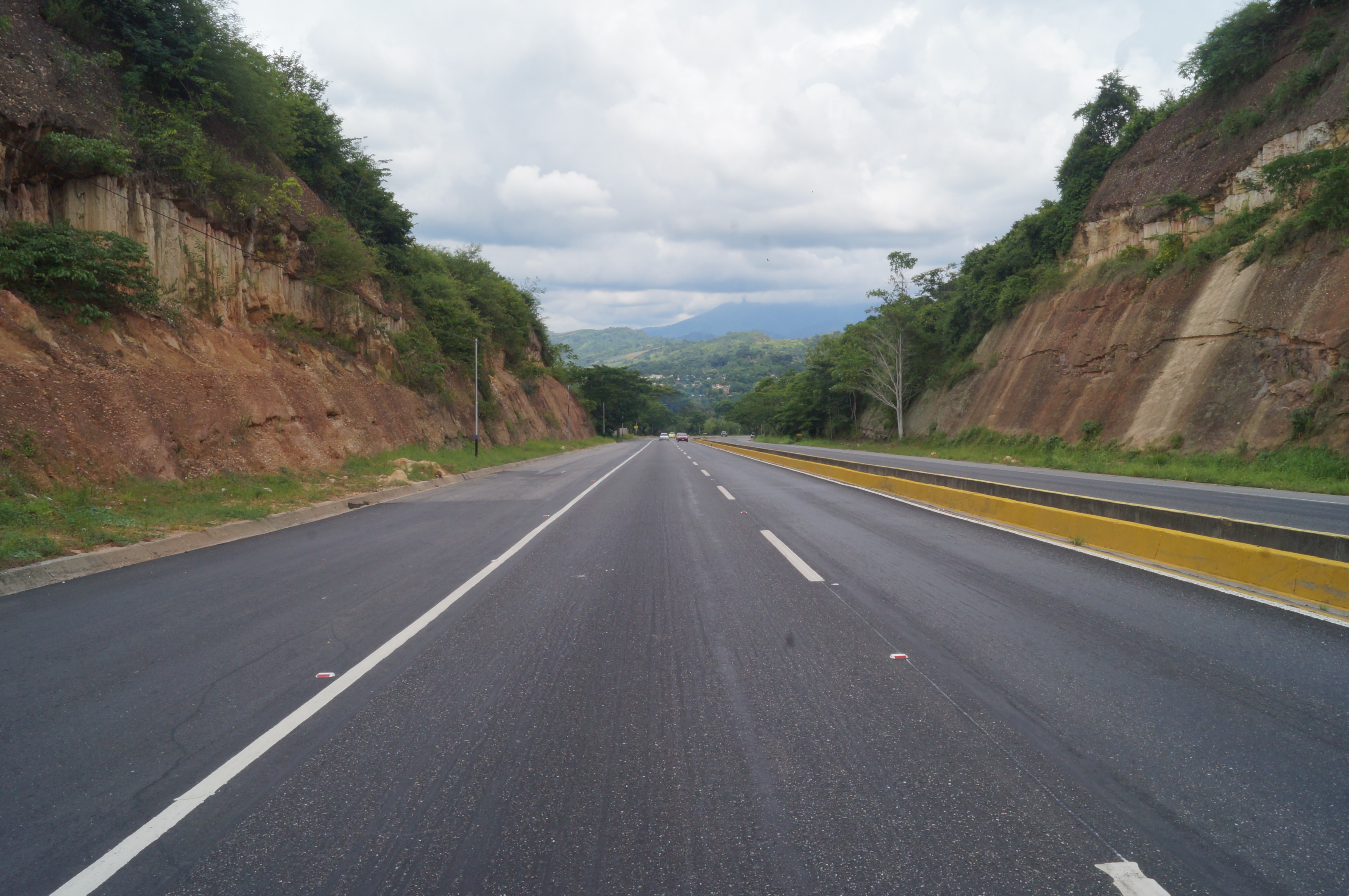
Autopista Interurbana General Cruz Carrillo conocida popularmente como Eje Vial.

Hoy en días las avenidas urbanas más importantes de la ciudad son la Avenida Bolívar, considerándose la columna vertebral y avenida más importante y congestionada; la Avenida Bolivariana, tomada como una vía alterna principalmente para los habitantes de la Parroquia La Beatriz; y la Avenida Bicentenario, la más nueva cumpliendo con el objetivo de permitir el paso de habitantes de los Municipios Escuque y Rafael Rangel hacia otras localidades del Estado sin necesidad de entrar al centro de Valera. Destaca también la calle 17 por su anchura y con 4 canales, calle 22 que lleva hacia el Viaducto de la Beatriz e importante obra que comunica con la urbanización del mismo nombre. Es importante señalar que la urbe requiere de nuevas vías de sur a norte y de este a oeste. El Colegio Salesiano lamentablemente fue ubicado durante su construcción a finales de los 50 de tal forma que cercenó 3 avenidas del norte a sur. Una de ellas (la conexión de la ave 4) puede ser reabierta sin necesidad de expropiar ni tumbar ninguna vivienda.
Avenida Bicentenario (foto)
Asimismo la ciudad está conectada con la capital del Estado, la Ciudad de Trujillo, por una autopista interurbana (la única del Estado) llamada General Cruz Carrillo. Dicha vía reúne los requisitos de vía rápida sin cruces ni semáforos con dos canales de circulación más hombrillo de paradas y tres más hombrillo en algunos sectores.
La ciudad tiene comunicación con la Ciudad de Mérida a través de la carretera trasandina por el páramo, vía Pico del Collado del Cóndor (Águila),a 4.100 m s. n. m., el cual es el punto de carretera más alto de Venezuela, por la carretera panamericana hacia la ciudad de El Vigía y con las ciudades de Maracaibo por la vía que toma la carretera Lara-Zulia y por la costa oriental del lago hacia Ciudad Ojeda y Lagunillas. Hacia Barquisimeto y Caracas y centro del país tomando la carretera Lara-Zulia.

## Economía

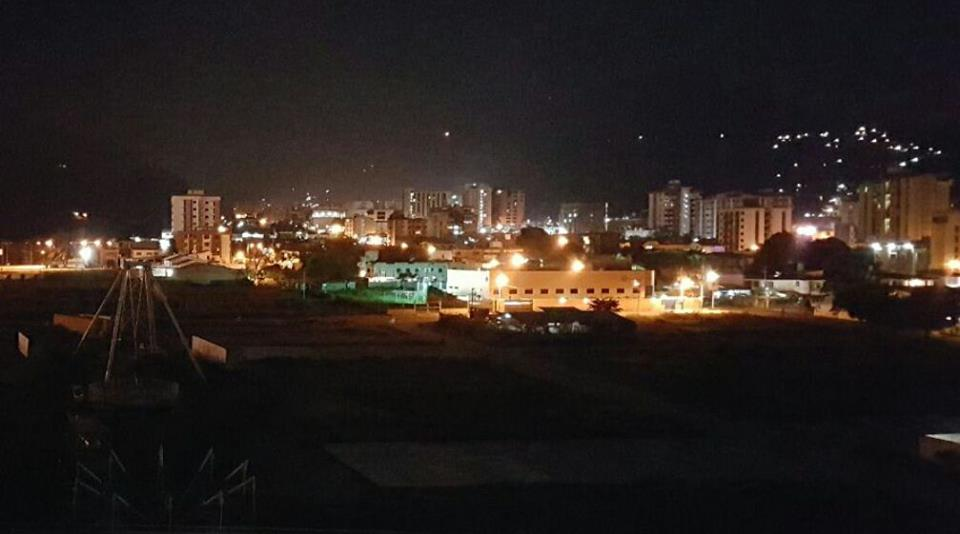
Vista de la ciudad de noche (desde la Avenida Bolivariana)

La ciudad siempre ha mantenido un gran intercambio comercial con las zonas aledañas tanto fuera como dentro del estado, es por eso que tiene sucursales de casi todos los grandes bancos de la nación. Anteriormente los bancos más grandes y con mayor cantidad de agencias son el Venezuela (gubernamental) y los bancos Mercantil, Provincial, Banesco y BOD, tienen todos hoy en día una agencia bancaria. Hay representaciones de grandes franquicias a nivel mundial como Mc Donald's y Subway (cerró en pandemia), agencias de Courier (Zoom, DHL, Domesa, Tealka y MRW), agencias de autos de compañías presentes en todo el mundo como General Motors, Ford, Toyota, Chrysler, Volkswagen, Hyundai y Fiat. (Muchas de estas agencias han cerrado debido a la situación de la crisis automotriz nacional). La ciudad tiene comercios importantes entre los que destacan grandes ferreterías, empresas de telefonía celular con sus centros de sercicios regionales como lo son Digitel (Centro de servicios propio), y Movilnet (Centro de servicios propio) y Movistar (abandonó la ciudad en 2016 y se llevó sus oficinas quedando solo agentes autorizados) zapaterías y tiendas de ropa y electrodomésticos. En la industria de la construcción destacan empresas de gran calibre como Vinccler, Fernández Galán, Ediviagro. 
Farmatodo, en el estado Trujillo solo tiene presencia en Valera con tres esrablecimientos, Farmatodo Las Acacias, centro y Farmatodo La Plata (inaugurado en 2023). 
Grandes tiendas a nivel nacional abrieron en Valera como lo son Multimax (2023), Ivoo (2023) y Daka (2024). 
Grandes centros comerciales como el Centro Comercial Plaza dan cuenta de la vitalidad de la urbe y de su potencial de crecimiento. Este cuenta con tres malls, interconectados el 1 y el 2 por un puente aéreo de dos niveles con paredes de acero y cristal y el cual se ha convertido en un icono y punto de referencia de la ciudad. Así mismo posee las únicas salas de cine activas, en número de 5, muy modernas y de tipo estadio, con una sala de proyecciones 3D. Otros centros comerciales importantes son el Edivica en la Avenida Bolívar entre calles 7 y 8, Arichuna en la misma Avenida Bolívar, Monte Casino en la calle 18, Centro Comercial Las Acacias, Virgen del Carmen en la zona norte, El Recreo en la avenida 5. Nuevos centros comerciales como el Canaima, el Diego Andrés, y el centro comercial Caravaggio todos en la zona central y el Plaza Centro revitalizarán el casco central de la ciudad el cual está muy abandonado. También hay importantes servicios en el área de salud la presencia de dos grandes hospitales urbanos e importantes clínicas que ofrecen servicios de salud privados y empleo a gran cantidad de personas. Entre estos centros de salud destacan el Hospital Universitario Dr. Pedro Emilio Carrillo (HUPEC) y el Hospital del Seguro Social Dr. Juan Motezuma Ginnari situado en la Beatriz. Los grandes centros privados de salud entre los que destacan el Instituto Médico Valera (IMV), La clínica María Edelmira Araujo, la UGA, el centro clínico Los Ilustres, la Clínica Dr. José Gregorio Hernández, el Centro Diagnóstico Docente y la antigua Policlínica Rafael Rangel.
Hay una zona Industrial al norte de la ciudad con gran cantidad de galpones, depósitos, y algunas industrias medianas como colchonerías y otras más importantes como el medio de comunicación Diario de los Andes y las empresas Polar a nivel de distribución. La compañía Coca Cola y previamente PepsiCola tuvieron una importante embotelladora que fue cerrada. La empresa Venvidrio (anteriormente owen-illiois), además de CONVACA, de la cual produce alimentos para animales de granja.

## Educación
La ciudad tiene Universidades públicas y privadas, institutos de educación superior y tecnología, liceos para educación secundaria públicos y privados, escuelas primarias y preescolares.
La Universidad más conocida y famosa con sede en la ciudad es la Universidad Valle del Momboy (UVM) con su sede principal en el municipio Carvajal llamada sede Estovacuy y en la Urbanización Mirabel llamada sede Mirabel, que pertenece al área metropolitana de Valera. También está la extensión de la Universidad Nacional Experimental Simón Rodríguez (UNESR), y la extensión de la Universidad Experimental Rafael María Baralt. La Universidad de Los Andes dispone de la Facultad de Medicina extensión Valera, única en el estado Trujillo, que tiene su sede al lado del Hospital Universitario Dr. Pedro Emilio Carrillo. Así mismo existen postgrados universitarios en diversas especialidades de medicina bajo el tutelaje de la Universidad de Los Andes. Otras instituciones importantes de educación en Valera son el Instituto Universitario de tecnología Mario Briceño Iragorry (IUTEMBI) y la Universidad Politécnica territorial del Estado Trujillo Mario Briceño Iragorry (UPTMBI) (4). Así mismo tiene sede en la parroquia La Beatriz el Instituto de tecnología Rodolfo Loero Arismendi (IUTIRLA).

## Transporte

### Buses
El servicio de transporte público de la Ciudad de Valera se encuentra compuesto de autobuses pequeños y las populares "busetas" que no son más que viejas camionetas tipo VAN de los años 80 no en muy buen estado. En total se presentan 5 líneas municipales: siendo dos las más usadas (Línea Popular y Línea 48) por tener rutas hacia los sitios de mayor interés en la ciudad; otras a mencionar serían la Línea 7 Colinas y Línea Floresta 79 que se encarga de transportar a los ciudadanos del centro a localidades populares como lo son el Sector de La Floresta, la Urbanización Las Lomas y el Sector San Luis parte alta; la última línea, pero no menos importante, es la encargada de la ruta hacia las Parroquias Mendoza del Momboy y La Puerta, ambas pertenecientes al Municipio Valera. La gran cantidad de colectivos tipo "buseta" provocan un gran congestionamiento de las deficientes vías urbanas de Valera. Los modernos autobuses chinos del sistema gubernamental "BusTrujillo" tienen su punto de partida al lado de la sede del Pedeval en la zona de las plata. No existe ninguna ruta urbana del Bus Trujillo todavía.

### Taxis y mototaxis
La ciudad no presenta un sistema de control para los taxis, estos se organizan en pequeñas líneas y agrupados en grandes supermercados, Centros Comerciales, en el Mercado Municipal y el Terminal de Pasajeros. Por otro lado, se presta el servicio de mototaxi, esta actividad sí está siendo controlada por la Alcaldía de Valera y brinda una alternativa para evadir la congestión vehicular.

### Aeropuerto
El Aeropuerto Nacional Antonio Nicolás Briceño es el más importante terminal aéreo del Estado situado en el municipio San Rafael de Carvajal a 4 km del Centro de Valera siendo la sigla internacional para esta ciudad VLV. Retornó operaciones solo a Caracas gracias a la aerolínea Avior Regional trabajando durante tres días a la semana, lunes, miércoles, viernes. Esta aerolínea tenía previsto efectuar un vuelo a la ciudad de Coro en Falcón y posiblemente otro a Curazao lo que lo convertiría en aeropuerto internacional luego de habilitar la respectiva aduana. La empresa Conviasa solo tiene por ahora oficinas en el terminal y no ha reactivado los vuelos. Hay una polémica sobre si en este aeropuerto pueden aterrizar jets. Su longitud de 2100 m lo hace apto para aeronaves de mediano alcance tales como Embraer 190 que opera Conviasa y los Boeing 737y Airbus A300. Anteriormente aterrizaron durante años jets tipo DC9 y Boeing 737 de las aerolíneas Avensa (desaparecida), Aeropostal y Avior Airlines sin ningún tipo de siniestro. Por el contrario el único incidente con salida de la pista de un avión fue una aeronave -no jet- tipo ATR 72 de hélice. Finalmente hasta el cierre del aeropuerto en 2015 solo operaron los Fokker de Avior Airlines. El aeropuerto actualmente está siendo ampliado en su sala de espera  y no tiene ningún vuelo comercial desde diciembre de 2016 manteniéndose solo para uso de avionetas privadas y del Estado. Se desconoce el motivo.
El aeropuerto fue reabierto al tráfico comercial nuevamente en noviembre de 2023 con un vuelo de la aerolínea Conviasa bisemanal y luego fue añadido otro de la aerolínea Turpial. Conviasa ha utilizado equipos ATR 72 y  jet Embraer 190.

## Medios de comunicación

### Prensa
- Diario Los Andes (localizado en la zona industrial). Dejó de circular en 2018 reapareciendo con frecuencia diaria en diciembre del mismo año. Para 2020 solo sale en forma de semanario los días martes.

- Diario El Tiempo (Trujillo). (Localizado en la zona de La Plata (Dejó de circular en 2018) Con presencia en redes sociales como: Twitter @diario_tiempo FB Diario EL Tiempo CA Instagram @eltiempo.digital y Telegram @eltiempodigital

- Ciudadano Digital (localizado en Las Acacias). Con presencia en las redes sociales como: Instagram, Facebook y TikTok como @ciudadanodigitaloficial

- Todos de circulación diaria.

### 2.0
- Agencia Andina de Noticias
- Valera Noticias
- La Mix Smart Radio
- Al Rojo Vivo (cerrada)
- Todo Noticias

### Emisoras radiales
- Luz 87.9 FM
- Superior 88.3 FM
- Decibel 88.7 FM
- Vida 89.1 FM
- Ven fm 89.7 FM
- WOPSS 90.5 FM
- La Radio del Sur 90.1 FM
- RDS 91.1 FM
- Radio Tiempo 91.5 FM
- Poder 92.1 FM
- Paisana 92.5 FM
- Clásicos 93.7 FM
- Super K 94.3 FM
- Exitosa 94.9 FM
- Viene 95.7 FM
- Super Hit 96.1 FM
- Brava 96.9 FM
- Ula 97.9 FM
- Al Rojo Vivo 98.3 FM
- Solidaridad 98.5 FM
- Paz 98.9 FM
- Única 99.9 FM
- Más Network 101.1 FM
- Radio Miraflores 101.9 FM
- Trujillo 102.5 FM
- La Puerta 102.9 FM
- Orinoco Stereo 103.1 FM
- Ideal 103.7 FM
- Trujillana Stereo 104.5 FM
- RSV 105.3 FM
- Minunboc 105.5 FM
- Sol 105.7 FM
- Excelencia 106.1 FM
- Radio Nacional de Venezuela 106.5 FM
- Valerana Stereo 106.9 FM
- Ilumina 107.3 FM
- Óptima 107.7 FM

### Televisión
- TV Andes, canal 10 Inter y canal 16 Ven Cable tv
- Ven Televisión canal 8 Ven Cable tv
- Misericordia tv, canal 101 Ven Cable tv
- Televisión de Trujillo canal 21 TV cable y canal 10 Ven Cable tv
- Telemas, canal 24 VHF
- Total TV (Antiguo)
- Plus TV (Antiguo)
- Directv: servicio mundial de TV satelital (retiró sus oficinas de atención al público de Valera)
- Intercable (canales de TV nacionales e internacionales)

Además cuenta con la cobertura de los principales canales nacionales, las frecuencias abiertas citadas a continuación:
- Venevisión, canal 9
- Venezolana de Televisión canal 11
- ViVe, canal 21
- TVes, canal 7
- Televen, canal 13

## Valeranos destacados
- José Antonio Abreu, creador del Sistema Nacional de Orquestas Juveniles e Infantiles de Venezuela.
- Ana Enriqueta Terán, poeta.
- Adriano González León, escritor.
- Juan Carlos Chirinos, escritor.
- Antonio Pérez Carmona, poeta y periodista.
- Ángel Sánchez, diseñador de moda.
- Omar Lares, periodista.
- Andrés Peretti Serra, Periodista.
- Víctor Valera Mora, poeta.
- Alfredo Morles Hernández, jurista.
- Emmanuel Palomares, actor.
- Steffania Uttaro, Cantautora

## Datos de interés
- Como dato curioso podemos presentar una cita que realizó Agustín Codazzi en 1841, la cual describe la situación de la ciudad para aquel momento:

«Valera ya tenía 348 casas y 1.294 habitantes y era la capital del departamento de su denominación. En toda la parroquia existían 20 sitios con un conjunto de 712 viviendas, 119 sin habitar y 3.297 habitantes. En conjunto, el departamento constaba con 18.893 habitantes". De acuerdo con los mismos Apuntes, Valera fue erigida en Parroquia el 15 de febrero de 1820, la cual es considerada actualmente como la fecha de inicio de la ciudad. Cabecera de departamento en 1860 y en ciudad en 1871.»

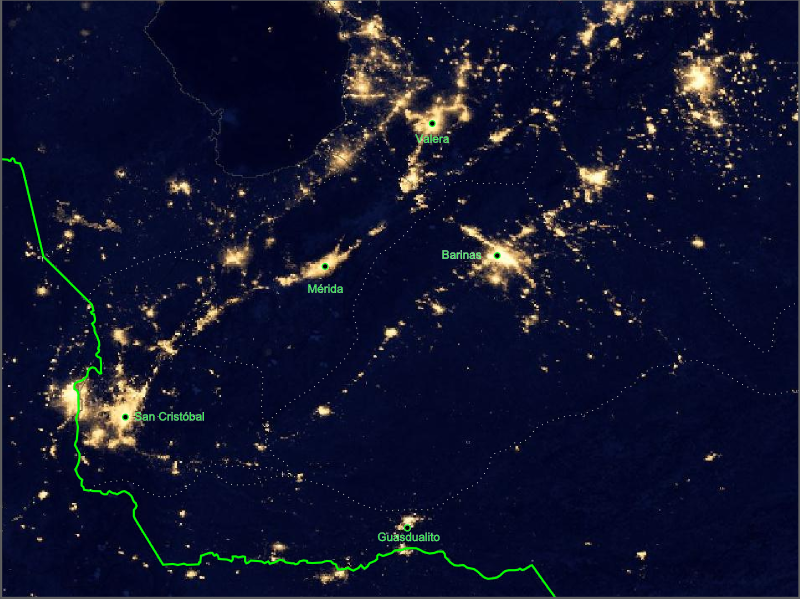
Fotografía Satelital de la Ciudad.

- Valera posee dos periódicos de circulación regional: el Diario de Los Andes y el Diario El Tiempo. Para noviembre de 2019 solo circulaba el Diario de Los Andes como un semanario. Su circuación diaria cesó el 12 de noviembre..
- Valera constituye la capital del municipio del mismo nombre, y fue fundada el 25 de agosto de 1818. Se le bautizó en 1595 por iniciativa del Gobernador Diego de Osorio, quien le otorgó estas tierras a Marcos Valera.
- En 1801, se edificaron las primeras casas de la zona, propiedad de Águeda González de Rada, quedando así fundada la Hacienda Santa Rita.
- Este poblado fue reconocido como una villa en 1860, luego que el obispo de Mérida lo decretara como Parroquia Eclesiástica de San Juan Bautista de Valera. Luego en 1871, Valera fue declarada ciudad.
- Fue la capital del estado entre los años de 1900 y 1901.
- Debido a su privilegiada ubicación, Valera, se convirtió en un centro de acopio y distribución de todo tipo de productos, en especial algodón y café y en cruce de caminos en la vía hacía Mérida, Maracaibo y Barquisimeto. Actualmente es una moderna ciudad venezolana, con sofisticados centros comerciales[cita requerida] como el Centro Comercial Plaza (sector La Haciendita) el cual tiene salas de cine tipo Stadium de la cadena Cinex una de ella para películas en 3D, 6 niveles de comercio y 6 de oficinas; el Centro Comercial Arichuna; Centro Comercial Monte Cassino ubicado en el Sector Las Acacias; Centro Comercial Jabreco Center y el Centro Comercial Edivica situado en el centro de la ciudad. Hay otros centros comerciales  en construcción.
- Valera es en la actualidad una ciudad donde se concentra la mayor cantidad de actividades industriales y comerciales de la zona y desde el año 2000 presenta un febril ritmo de crecimiento de nuevas edificaciones de tipo vertical lo que han aumentado su apariencia de ciudad moderna. Así mismo, se han establecido numerosas cadenas de comida rápida de renombre internacional, tales como Mc Donald's, Subway, entre otras. La vialidad sigue siendo un punto débil en la ciudad por el aumento considerable del parque automotor y la falta de planificación urbanística, ocasionando el caos vial en la ciudad, ello aumentado con la alta proliferación de actividades del sector informal sin ningún tipo de control lo que fomenta la anarquía. El 1 de noviembre de 2018 los comerciantes informales fueron retirados mediante decreto de la ocupación de las aceras y calles del centro de la ciudad, medida ampliamente aplaudida por la ciudadanía
- Valera actualmente es la ciudad que posee la más alta contaminación en el estado Trujillo siendo la más importante la contaminación en el aire causando una capa fina de Smog en la ciudad.[cita requerida]
- Cuenta con el Terminal de Pasajeros más grande del Estado [cita requerida] convirtiendo a la ciudad en destino obligado si se viene de otras partes del país, pero su infraestructura ya es bastante obsoleta y por si fuera poco es desordenado. A pesar de estar en Occidente las líneas locales nacionales de autobuses solo tienen viajes en autobuses buscama a Caracas y no a otra ciudades de occidente como Maracaibo, Punto Fijo-Coro, San Cristóbal o Mérida. para trasladarse a esas ciudades o destinos solo se puede hacer en unidades de taxis o los llamados "por puesto"
- Como es una ciudad con gran parque automotor tiene grandes compañías de autos de marcas internacionales tales como: Centro VAS Valera (Volkswagen), Toyoandina (Toyota), Valcar (Fiat), Valera Motors (Chevrolet), Valfor (Ford)&(Mazda), Won Motors (Hyundai), entre otros.. Para 2019 muchas de estos concesionarios han cerrado sus ventas, producto del colapso de las ventas de autos nuevos en Venezuela
- Según el Instituto Nacional de Estadística, es la Tercera Área Metropolitana de la Región Andina por población, llegando a los 260.596 habitantes para el 2011, éstos correspondientes a los Municipios Valera, Carvajal, Motatán, Rafael Rangel y Escuque. De esta manera el 37% de la población del Estado Trujillo vive en Valera. Se debe consideran también que la ciudad en diez años obtuvo un crecimiento porcentual de 13.66%, por lo que la población residente aumentó en 35.725 hab.La población de la ciudad propiamente dicha es de 165.848 hab (3)
- Actualmente en gran parte de la ciudad han comenzado construcciones de nuevos Centros Comerciales, así como edificios para oficinas y comercio. Entre ellos una nueva extensión del Centro Comercial Plaza Valera en el centro de la ciudad (construcción paralizada). Los centros comerciales actualmente en funcionamiento para 2019 y con mayor volumen de usuarios son: El C.C Plaza, C.C. Edivica, El C.C. Arichuna, El C.C. Las Acacias, El Centro Comercial Virgen del Carmen, C. C. Canaima, C. C. Diego Andrés
- En una encuesta realizada a comienzos del año 2011 y terminada en el 2012, Valera fue elegida por un público en distintas partes del país como la ciudad más equilibrada, con mayor favoritismo y con más potencial al crecimiento, imponiéndose a Barquisimeto, Caracas, Coro, Mérida, Valencia, Maracaibo, San Cristóbal y Barcelona.
- La población de Valera se ha venido incrementando un ritmo menor que otras ciudades andinas como Mérida y San Cristóbal quizás por la falta de competitividad y menos desarrollo turístico pero aun así siempre su ritmo de crecimiento ha sido sostenido y ha sido tomada en cuenta a la hora de establecer franquicias y comercios de distribución nacional e internacional como Mc Donald's (2000), Subway (2008), Wendy's (2002, pero ya desaparecida), Arturos (2012), Cinex (2002), Gina (2002), Ferka( substituida por Brico Hogar y de reciente desaparición)

## Parroquias

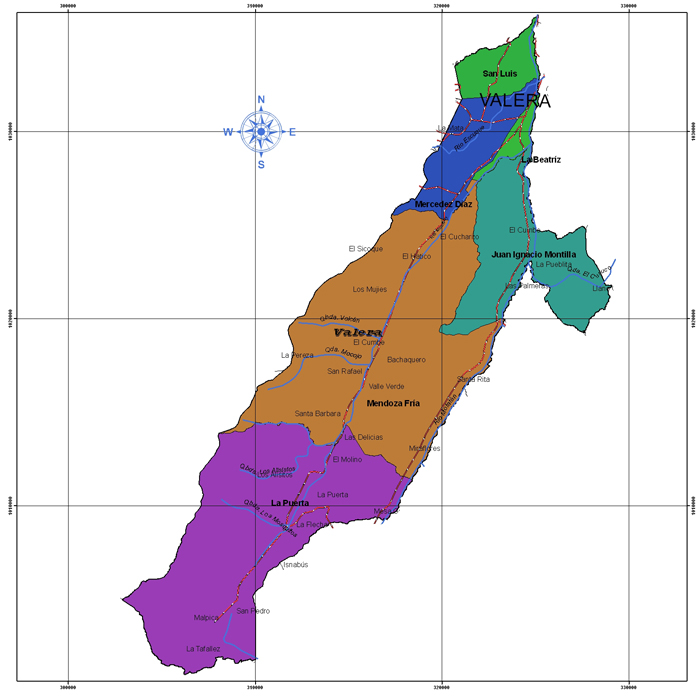
Parroquias de Valera.

- Juan Ignacio Montilla se ubica al noreste del municipio. Es la segunda parroquia que integra la ciudad de Valera y desde 1945 es parte importante del desarrollo y progreso de la ciudad.
- La Beatriz es la más nueva de las seis del municipio. Ubicada en un punto estratégico geográfico al sureste del Municipio. Es una gran meseta de plano semiinclinado.
- Mercedes Díaz se ubica en la práctica hacia el Oeste de la ciudad de Valera y al norte del Municipio; es una de sus partes integradas más populosa, con más calles, avenidas y movilidad comercial. Es el espacio que dio lugar a la fundación y desarrollo
- San Luis está ubicada al norte del municipio y sirve de límites con otros municipios; su cercanía al río (el valle) y a las zonas altas semimontañosas (zona alta), la hacen próspera y afecta a vivir en tranquilidad.
- Mendoza Del Momboy, ubicada en el Valle del Momboy, es vía obligada entre Valera y La Puerta, está situada en la parte central del Municipio.
- La Puerta se ubica al Sur del Municipio, entre fértiles colinas parameras y cristalinas aguas corrientes naturales con un clima de paraíso. Es la única parroquia que no presenta la continuidad urbana como tal, sin embargo, guarda una estrecha y dependiente relación socioeconómica con la ciudad.

## Deportes

### Instalaciones Deportivas

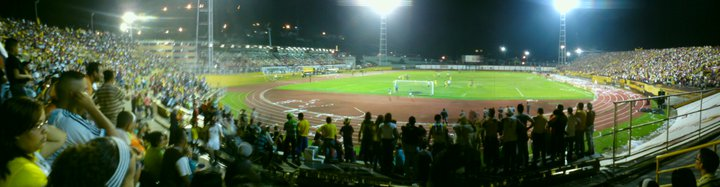
Panorámica del Estadio José Alberto Pérez.

- Polideportivo Luis Loreto Lira: es un complejo deportivo inaugurado en el año 2005 motivo a los Juegos Nacionales Andes 2005. Consta de diversos gimnasios y un estadio de fútbol, estos son:

- Estadio José Alberto Pérez: José Alberto Pérez quien en vida fue uno de los mejores jugadores de fútbol del Estado Trujillo y fue quien ganó la copa Trujillo en 1979.
- Tres Gimnasios estos de Fútbol Sala, Gimnasia y Karate.
- Piscina Olímpica.

Además la ciudad cuenta con pequeños Estadios de Béisbol para la liga local y pequeñas ligas. La ciudad por su enorme afición al fútbol necesita la construcción de un moderno estadio ya que el actual deja mucho que desear en infraestructura a pesar de algunas remodelaciones recientes. Es importante destacar que este campo deportivo no presenta armonía en sus tribunas siendo de tres tipos diferentes lo cual crea un mal aspecto visual.

### Equipos
- Trujillanos Fútbol Club Primera División de Venezuela
- Flor de Patria Fútbol Club Superliga femenina de fútbol de Venezuela

Trujillanos Rugby Club

## Ciudades hermanas
- Barquisimeto (Venezuela).
- Maracaibo (Venezuela).
- Mérida (Venezuela).
- San Cristóbal (Venezuela).
- Trujillo (Venezuela).
- Boconó (Venezuela).
- Tovar (Venezuela).
- Sabana de Mendoza (Trujillo).
- Carache (Trujillo).
- Montesano sulla Marcellana (Italia).